# Championnat d'Allemagne de combiné nordique 2010
Le championnat d'Allemagne de combiné nordique 2010 s'est tenu le 24 juillet 2010 à Oberhof.
L'épreuve de fond était un Gundersen de 10 kilomètres.
La compétition a distingué Johannes Rydzek, qui avait effectué le meilleur saut,
et a obtenu le meilleur temps lors de l'épreuve de ski de fond, en 24 minutes 15 secondes 8 centièmes.

## Résultats
Cette page donne les dix premiers du classement senior.
| Rang | Athlète         |
| ---- | --------------- |
| 1    | Johannes Rydzek |
| 2    | Eric Frenzel    |
| 3    | Markus Förster  |
| 4    | Manuel Faißt    |
| 5    | Janis Morweiser |
| 6    | Steffen Tepel   |
| 7    | Christian Beetz |
| 8    | Johannes Wasel  |
| 9    | Fabian Rießle   |
| 10   | Ruben Welde     |